# Clive A. Stace
Clive Anthony Stace , född 1938 i Royal Tunbridge Wells, Storbritannien, är en brittisk botaniker.